# Björn Gustafson

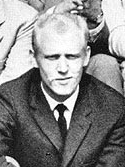
Björn Gustafson, 1961

Björn Herman Leonard Gustafson (* 30. November 1934 in Stockholm, Geburtsname Gustafsson) ist ein schwedischer Schauspieler. Gustafson wurde im deutschsprachigen Raum vor allem in der Rolle des Knechts Alfred in den Verfilmungen von Michel aus Lönneberga bekannt.

## Leben und Karriere
Gustafson arbeitete vor seiner Schauspielerkarriere als Botenjunge in einem Lebensmittelgeschäft in Stockholm. Seine Ausbildung genoss er an der Schauspielschule von Axel Witzansky (1895–1968). Nach seinem Abschluss 1957 wurde er am Königlich Dramatischen Theater in Stockholm engagiert.
Neben der Bühnenarbeit begann Gustafson, ab Mitte der 1950er-Jahre an zahlreichen schwedischen Fernseh- und Kinoproduktionen mitzuwirken. Internationale Bekanntheit erreichte er vor allem als Knecht Alfred in den drei Michel-Filmen (Michel in der Suppenschüssel, Michel muß mehr Männchen machen, Michel bringt die Welt in Ordnung), die zwischen 1971 und 1973 nach den schwedischen Kinderbüchern um Emil i Lönneberga von Astrid Lindgren entstanden. 1979 wirkte er erneut an einer Lindgren-Verfilmung mit, er spielte den Arzt in der Filmversion von Madita.
In der achtteiligen schwedischen Filmreihe Jönssonligan (deutsch Die Jönsson-Bande, 1981–2000) spielte er von 1982 an die Rolle des Dynamit-Harry. 2008 war Gustafson in der schwedischen Seifenoper Andra Avenyn als Psychiater Jonathan Wallenius zu sehen. In den letzten Jahren stand er auch mit über 80 Jahren noch für einige Fernsehproduktionen vor der Kamera.
Gustafson ist verheiratet und hat drei Kinder.

## Filmografie (Auswahl)
- 1956: Swing it, fröken
- 1958: Lek på regnbågen
- 1958: Der Verführer (Fröken April)
- 1958: Värmlänningarna
- 1958: Mannequin in Rot (Mannekäng i rött)
- 1959: Die Gräfin mit der Peitsche (Ryttare i blått)
- 1959: Sängkammartjuven
- 1960: När mörkret faller
- 1961: Der Wilderer vom Teufelsmoor (Pojken i trädet)
- 1962: En nolla för mycket
- 1963: Kurragömma
- 1964: Är du inte riktigt klok?
- 1965: Roulette der Liebe (Kärlek 65)
- 1966: Ormen
- 1967: Schlafwagenmörder (Mördaren: en helt vanlig person)
- 1968: Badarna
- 1969: Mej och dej
- 1969: Eriksson
- 1971: Immer dieser Michel 1. – Michel in der Suppenschüssel (Emil i Lönneberga)
- 1972: Immer dieser Michel 2. – Michel muß mehr Männchen machen (Nya hyss av Emil i Lönneberga)
- 1973: Immer dieser Michel 3. – Michel bringt die Welt in Ordnung (Emil och griseknoen)
- 1974: Vita Nejlikan
- 1974 Robin Hood (Sprechrolle)
- 1975–1976: Michel aus Lönneberga (Emil i Lönneberga, Fernsehserie, 13 Folgen)
- 1978: En och en
- 1979: Min älskade
- 1979: Madita (Madicken) (Fernsehserie)
- 1979: Madita (Du är inte klok, Madicken)
- 1980: Marmeladupproret
- 1980: Mannen som blev miljonär
- 1980: Madita und Pim (Madicken på Junibacken)
- 1981: Pelle Ohneschwanz (Pelle Svanslös) (Sprechrolle)
- 1982: Jönssonligan & Dynamit-Harry
- 1983: P&B
- 1984: Jönssonligan får guldfeber
- 1984: Ake und seine Welt (Åke och hans värld)
- 1985: Pelle auf großer Fahrt (Pelle Svanslös i Amerikatt) (Sprechrolle)
- 1986: Jönssonligan dyker upp igen
- 1987: Mälarpirater
- 1989: Jönssonligan på Mallorca
- 1991: Der Ochse (Oxen)
- 1991: Die besten Absichten (Den goda viljan)
- 1992: Jönssonligan & den svarta diamanten
- 1994: Pillertrillaren
- 1994: Jönssonligans största kupp
- 1995: Alfred
- 2000: Jönssonligan spelar högt
- 2002: Utanför din dörr
- 2005: Doxa
- 2011: Någon annanstans i Sverige
- 2016: Julkalender 2016: Selmas Saga
- 2017–2019: Enkelstöten (Fernsehserie, 7 Folgen)
- 2019: En del av mitt hjärta